# Hildur Guðnadóttir
Hildur Ingveldar Guðnadóttir (Reykjavik, 4 de setembro de 1982) é uma musicista, violoncelista e compositora islandesa.

## Prêmios e indicações
| Prêmio                              | Ano  | Categoria                                                                     | Recipiente(s)                | Resultado | Ref(s) |
| ----------------------------------- | ---- | ----------------------------------------------------------------------------- | ---------------------------- | --------- | ------ |
| Critics' Choice Awards              | 2023 | Melhor Trilha Sonora                                                          | Women Talking                | Indicado  |        |
| Critics' Choice Awards              | 2023 | Melhor Trilha Sonora                                                          | Tár                          | Venceu    |        |
| Grammy Awards                       | 2021 | Melhor Trilha Orquestrada de Mídia Visual                                     | Joker                        | Venceu    | [ 4 ]  |
| Grammy Awards                       | 2021 | Melhor Arranjo Instrumental ou a Capela                                       | Joker (por "Bathroom Dance") | Indicado  | [ 4 ]  |
| Óscar                               | 2020 | Melhor Trilha Sonora                                                          | Joker                        | Venceu    | [ 5 ]  |
| British Academy Film Awards         | 2020 | Melhor Trilha Sonora                                                          | Joker                        | Venceu    | [ 6 ]  |
| Critics' Choice Movie Awards        | 2020 | Melhor Trilha Sonora                                                          | Joker                        | Venceu    | [ 7 ]  |
| Prêmios Globo de Ouro               | 2020 | Melhor Trilha Sonora Original                                                 | Joker                        | Venceu    | [ 8 ]  |
| Houston Film Critics Society Awards | 2020 | Melhor Trilha Sonora Original                                                 | Joker                        | Indicado  | [ 9 ]  |
| Satellite Awards                    | 2020 | Melhor Trilha Sonora Original                                                 | Joker                        | Venceu    | [ 10 ] |
| Grammy Awards                       | 2020 | Melhor Trilha Orquestrada de Mídia Visual                                     | Chernobyl                    | Venceu    | [ 4 ]  |
| Primetime Emmy Awards               | 2019 | Excelente composição musical para séries limitadas, filmes ou especiais       | Chernobyl                    | Venceu    | [ 11 ] |
| Hollywood Music in Media Awards     | 2019 | Melhor trilha sonora original em longa-metragem (dividido com Ford v Ferrari) | Joker                        | Venceu    | [ 12 ] |
| Festival de Cinema de Veneza        | 2019 | Premio Soundtrack Stars Award                                                 | Joker                        | Venceu    | [ 13 ] |
| World Soundtrack Awards             | 2019 | Composição do Ano para Televisão                                              | Chernobyl                    | Venceu    | [ 13 ] |
| AACTA Awards                        | 2018 | Melhor Música Original                                                        | Mary Magdalene               | Indicado  | [ 13 ] |
| Asia Pacific Screen Awards          | 2018 | Melhor Trilha Sonora Original                                                 | Mary Magdalene               | Venceu    | [ 13 ] |
| Beijing International Film Festival | 2018 | Melhor Música                                                                 | Journey's End                | Venceu    | [ 13 ] |
| Robert Awards                       | 2013 | Melhor Trilha Sonora                                                          | A Hijacking                  | Indicado  | [ 13 ] |